# Эконор
Эконор — озеро в Качугском районе Иркутской области. Зеркало озера расположено на высоте 765 метров над уровнем моря.

## Географическое положение
Озеро расположено посреди леса, примерно в 82 километрах по прямой от районного центра — посёлка Качуг и в 35 километрах от населённого пункта Вершина Тутуры. Добраться к озеру возможно только на автомобиле повышенной проходимости. Летом проезд затруднён из-за сильной заболоченности местности.

## Топонимика
По мнению Геннадия Бутакова, с местного бурятского диалекта название Эконор переводится как большое озеро.
По предположению Станислава Гурулёва, топоним происходит от эвенкийского экуу — горячий и нор — озеро, заимствованное из бурятского и монгольского нуур.

## Географические характеристики
Водоём представляет собой совокупность из двух частей, которые соединены широким проливом. Западная часть озера вытянута в широтном направлении, имеет довольно большие глубины. Восточная часть имеет почти округлую форму, её глубины незначительны, дно практически полностью покрыто растительностью. Площадь озера составляет 1,8 км², площадь водосбора — 60 км², длина — порядка 5 км, ширина — 0,5-1 км в западной и около 1,5 км в восточной части. Максимальная глубина составляет 15 метров (в западной части озера), однако, по словам местных жителей, в водоёме присутствуют ямы большей глубины, в восточной же части глубины озера редко достигают значений больше 0,5 метра. На большей части озера берега крутые, встречаются обрывы, южное же побережье сильно заболочено, там присутствуют зыбуны. К северу от Эконора расположена гора относительной высотой примерно 100 метров. Дно озера илистое, на побережье присутствуют участки, покрытые камнем.

### Притоки и вытекающие реки
В юго-западной части в Эконор впадает ряд небольших речек и родников. В южной части в озеро впадает река Чларима, в летний период практически полностью пересыхающая, а также несколько родников. Озеро сточное, из него вытекает река Нотай, впадающая в озеро Бочинор.

## Данные водного реестра
По данным государственного водного реестра России озеро относится к Ленскому бассейновому округу, водохозяйственный участок — Киренга. Речной бассейн — Лена.
Код объекта в государственном водном реестре — 18030000311117100000102.

## Флора и фауна
В озере обитает много рыбы, в частности, встречаются окунь, сорога, елец, щука. Эконорские щуки являются местными знаменитостями. Озеро является ключевой территорией обитания орлана-белохвоста.
На северо-восточном побережье озера гнездятся различные виды уток, а также чайки.

## Хозяйственное использование и экология
На юго-западном берегу Эконора располагается эвенкийское стойбище Эконор. В 1940-х годах на озере был рыбозаготовительный пункт. В настоящее время на его территории располагаются зимовья, где постоянно проживают охотники.
Экологическая ситуация на водоёме благоприятна (в частности, в связи с его труднодоступностью).